# 同族目的語
同族目的語（英語: cognate object, cognate accusative）とは、言語学における動詞と同語源の、動詞の目的語である。

## 概要
より正確に言うと、通例その動詞は自動詞（目的語を持たない）で、同族目的語は単に動詞の名詞形である。例えば He slept a troubled sleep. という文では、sleep は動詞 slept の同族目的語である。同族目的語は多くの言語に存在し、それは多くの親戚関係のない言語も含む。たとえば、アラビア語、チェワ語、ドイツ語、ヘブライ語、アイスランド語、ロシア語が挙げられる。
日本語では、「歌を歌う」などが同族目的語の例である。

## 英語における同族目的語
英語では、この構造は自動詞とともに現れる。
- He slept a troubled sleep.（＝彼は寝たが、寝るのに苦労した）
- He laughed a bitter laugh.（＝彼は苦笑いした）
- He died a painful death.（＝彼は苦しんで死んだ）
- He dreamed a strange dream.（＝彼は夢を見たが、その夢は変わっていた）
- He walked their walk and talked their talk.（＝彼は彼らのように歩いたり話したりした）

このうちいくつかの例では、同族目的語は副詞などを用いた、より単純な構造となる。その他の場合は、慣用的だったり修辞的な理由で使われるものである。一般的には、同族目的語の修飾語は、ある意味では動詞を修飾している。たとえば、He slept a troubled sleep. は彼がどのように寝たかを述べている。
起動相はしばしば、同族目的語を使う法則において定義される。